# Léopold Aimon
Pamphile Léopold François Aimon (L'Isle-sur-la-Sorgue , 4 de octubre de 1779 – París, 2 de febrero de 1866) fue un compositor francés. Recibió las primeras lecciones de su padre y con solo 17 años ya dirigía la orquesta del teatro de Marsella. Su producción incluye 10 óperas, varias sinfonías, de las cuales solo una se conserva, un concierto para violonchelo, dos conciertos para fagot, cantatas, música sacra, música vocal, más de 30 cuartetos para cuerda y otras obras de música de cámara.